# Jimmy McRae
Jimmy McRae (Lanark, 28 oktober 1943) is een Brits voormalig rallyrijder, afkomstig uit Schotland. Hij is een vijfvoudig Brits rallykampioen. Ook is hij de vader van rallyrijders Alister McRae en de in 2007 overleden Colin McRae, de laatstgenoemde die in 1995 wereldkampioen werd met Subaru.

## Carrière
Jimmy McRae profileerde zich in de jaren zeventig in de rallysport in het Brits kampioenschap. Zijn grootste successen kwamen uiteindelijk in de jaren tachtig, toen hij de Britse rallytitel in totaal vijf keer op zijn naam schreef: in 1981, 1982, 1984, 1987 en 1988. In 1982 eindigde hij met een Opel Ascona B 400 eveneens als runner-up in het Europees Kampioenschap Rally, en won daarnaast gedurende het decennium ook verschillende internationale rally's. Ook was hij actief in het Wereldkampioenschap Rally, waar hij voor verschillende fabrieksteams in geselecteerde evenementen startte, en dan voornamelijk op eigen grondgebied tijdens de jaarlijkse RAC Rally. Hij eindigde de rally als derde in 1983 en 1987.
In 1983 reed McRae voor het Rothmans Opel Rally Team met de groep B Opel Manta B 400. Zij teamgenoten waren Ari Vatanen, Henri Toivonen en Guy Frequelin. Van 1984 t/m 1987 maakte hij deel uit van het GM Dealer Sport UK rallyteam van Opel-Vauxhall met de groep B Opel Manta B 400 phase 3 in "AC Delco" trim. Zijn teamgenoten waren de Engelsman Russel Brookes met de geel-witre "Andrews Heat For Hire" Manta B 400, de Noord-Ier Bertie Fisher met de witte "Shell Oils" Manta B 400 en de
Ier Austin McHale met de zwarte "Shell Oils" Manta B 400.
McRae beëindigde zijn actieve carrière als rallyrijder begin jaren negentig, al nam hij nog lange tijd sporadisch deel aan (WK)-rally's. Inmiddels hadden zijn twee zonen Colin en Alister het stokje van hem overgenomen. Beide zouden ook de Britse rallytitel winnen en beide zouden zich ook in het WK Rally profileren, waarvan Colin het meest succesvol met 25 individuele overwinningen en een wereldtitel die hij met een Subaru Impreza 555 in 1995 op zijn naam schreef.
McRae neemt tegenwoordig zo nu en dan nog deel aan historische rallyevenementen. In september 2008 organiseerde hij de eerste editie van de Colin McRae Forest Stages, ter nagedachtenis aan zijn zoon die in september 2007 om het leven kwam in een helikopterongeluk. De deelnemerslijst bestond uit vele ex-rallyrijders en voormalig wereldkampioenen zoals Hannu Mikkola, Ari Vatanen, Björn Waldegård en Stig Blomqvist. Naast zijn rally-carrière, is McRae ook al jarenlang eigenaar van een succesvol loodgietersbedrijf in zijn eigen woonplaats.

## Complete resultaten in het Wereldkampioenschap Rally

### Overzicht van deelnames
| Seizoen | Inschrijving                         | Auto                        | 1   | 2   | 3   | 4   | 5   | 6     | 7      | 8      | 9   | 10     | 11     | 12     | 13     | 14     | 15  | 16  | Pos. | Punten |
| ------- | ------------------------------------ | --------------------------- | --- | --- | --- | --- | --- | ----- | ------ | ------ | --- | ------ | ------ | ------ | ------ | ------ | --- | --- | ---- | ------ |
| 1976    | SMT Rallying with DVT / Castrol      | Vauxhall Magnum Coupé       | MON | ZWE | POR | KEN | GRI | MAR   | FIN    | ITA    | FRA | GBR 12 |        |        |        |        |     |     | -    | -      |
| 1977    | Jimmy McRae                          | Vauxhall Magnum Coupé       | MON | ZWE | POR | KEN | NZL | GRI   | FIN    | CAN    | ITA | FRA    | GBR NF |        |        |        |     |     | -    | -      |
| 1978    | Dealer Team Vauxhall / Castrol       | Vauxhall Chevette 2300 HS   | MON | SWE | POR | KEN | GRI | FIN   | CAN    | ITA    | IVK | FRA    | GBR NF |        |        |        |     |     | -    | -      |
| 1979    | Dealer Team Vauxhall / Castrol       | Vauxhall Chevette 2300 HS   | MON | ZWE | POR | KEN | GRI | NZL   | FIN    | CAN    | ITA | FRA    | GBR 12 | IVK    |        |        |     |     | -    | 0      |
| 1980    | Dealer Team Vauxhall / Castrol       | Vauxhall Chevette 2300 HSR  | MON | ZWE | POR | KEN | GRI | ARG   | FIN    | NZL    | ITA | FRA    | GBR NF | IVK    |        |        |     |     | -    | 0      |
| 1981    | Dealer Team Opel                     | Opel Ascona 400             | MON | ZWE | POR | KEN | FRA | GRI   | ARG    | BRA    | FIN | ITA    | IVK    | GBR NF |        |        |     |     | -    | 0      |
| 1982    | Rothmans Opel Rally Team             | Opel Ascona 400             | MON | ZWE | POR | KEN | FRA | GRI 6 | NZL    | BRA    | FIN | ITA    | IVK    | GBR NF |        |        |     |     | 33   | 6      |
| 1983    | Rothmans Opel Rally Team             | Opel Manta 400              | MON | ZWE | POR | KEN | FRA | GRI 8 | NZL    | ARG    | FIN | ITA    | IVK    | GBR 3  |        |        |     |     | 15   | 15     |
| 1984    | GM Dealersport                       | Opel Manta 400              | MON | ZWE | POR | KEN | FRA | GRI   | NZL    | ARG    | FIN | ITA    | IVK    | GBR 7  |        |        |     |     | 36   | 4      |
| 1985    | Opel Euro Team                       | Opel Manta 400              | MON | ZWE | POR | KEN | FRA | GRI   | NZL    | ARG    | FIN | ITA    | IVK    | GBR 6  |        |        |     |     | 34   | 6      |
| 1986    | Austin Rover World Championship Team | MG Metro 6R4                | MON | ZWE | POR | KEN | FRA | GRI   | NZL    | ARG    | FIN | ITA    | IVK    | GBR 8  | VST    |        |     |     | 50   | 3      |
| 1987    | R.E.D.                               | Ford Sierra RS Cosworth     | MON | ZWE | POR | KEN | FRA | GRI   | VST    | NZL    | ARG | FIN    | ITA NF | IVK    | GBR 3  |        |     |     | 23   | 12     |
| 1988    | Jimmy McRae                          | Ford Sierra XR 4x4          | MON | ZWE | POR | KEN | FRA | GRI   | VST    | NZL NF | ARG | FIN    | IVK    | ITA    |        |        |     |     | -    | 0      |
| 1988    | Toyota Team Great Britain            | Toyota Celica GT-Four       |     |     |     |     |     |       |        |        |     |        |        |        | GBR NF |        |     |     | -    | 0      |
| 1989    | Mitsubishi Ralliart Europe           | Mitsubishi Galant VR-4      | ZWE | MON | POR | KEN | FRA | GRI 4 |        |        |     |        |        |        |        |        |     |     | 29   | 10     |
| 1989    | Gary Smith Motorsport                | Ford Sierra RS Cosworth     |     |     |     |     |     |       | NZL NF | ARG    | FIN | AUS    | ITA    | IVK    |        |        |     |     | 29   | 10     |
| 1989    | R.E.D.                               | Ford Sierra RS Cosworth     |     |     |     |     |     |       |        |        |     |        |        |        | GBR 12 |        |     |     | 29   | 10     |
| 1990    | Shell UK Oil                         | Ford Sierra RS Cosworth 4x4 | MON | POR | KEN | FRA | GRI | NZL   | ARG    | FIN    | AUS | ITA    | IVK    | GBR NF |        |        |     |     | -    | 0      |
| 1993    | Shell Helix Motor Oils               | Volkswagen Golf GTI 16V     | MON | ZWE | POR | KEN | FRA | GRI   | ARG    | NZL    | FIN | AUS    | ITA    | SPA    | GBR NF |        |     |     | -    | 0      |
| 1997    | Jimmy McRae                          | Hyundai Accent              | MON | ZWE | KEN | POR | SPA | FRA   | ARG    | GRI    | NZL | FIN    | IDN    | ITA    | AUS    | GBR 32 |     |     | -    | 0      |
| 2003    | Jimmy McRae                          | Subaru Impreza 555          | MON | ZWE | TUR | NZL | ARG | GRI   | CYP    | DUI    | FIN | AUS    | ITA    | FRA    | SPA    | GBR 18 |     |     | -    | 0      |
| 2004    | Jimmy McRae                          | Subaru Impreza 555          | MON | ZWE | MEX | NZL | CYP | GRI   | TUR    | ARG    | FIN | DUI    | JPN    | GBR NF | ITA    | FRA    | SPA | AUS | -    | 0      |

##### Noot
- Het concept van het Wereldkampioenschap Rally tussen 1973 en 1976, hield in dat er enkel een kampioenschap open stond voor constructeurs.
- In de seizoenen 1977 en 1978 werd de FIA Cup for Drivers georganiseerd. Hierin meegerekend alle WK-evenementen, plus tien evenementen buiten het WK om.